# Pedicularis paiana
Pedicularis paiana är en snyltrotsväxtart som beskrevs av Hui Lin Li. Pedicularis paiana ingår i släktet spiror, och familjen snyltrotsväxter. Inga underarter finns listade i Catalogue of Life.